# Wolfleoz de Constance
Wolfleoz de Constance, aussi Wolleozus (première mention en 811, mort le 15 mars 838 ou 839 à Constance), est un évêque du diocèse de Constance (812-816) et un abbé du monastère de Saint-Gall.

## Biographie

### L'évêque de Constance
Après la mort d’Egino en 811, Wolfleoz devint évêque de Constance. En 816, il participe à la translation des reliques du martyr Trudpert et consacre à cette occasion l’église Saint-Trudpert nouvellement construite. Dans la même année, il participe aussi à la consécration de la nouvelle église abbatiale que l’abbé Haito du monastère de Reichenau a fait ériger. En 829, Wolfleoz prend part au synode de Mayence convoqué par Louis le Pieux. En 835, il est l’un des consacrants de la nouvelle abbatiale de Saint-Gall aux côtés de l’abbé Gozbert de Saint-Gall.

### Abbé de Saint-Gall
Après la mort de l'abbé Werdo le 30 mars 812, Wolfleoz reprend la charge d'abbé de Saint-Gall. Ce dernier essaye d’étendre son pouvoir en donnant des offices monastiques aux laïcs qui lui sont fidèles. N’appréciant pas ses actions, les moines de Saint-Gall décident de faire appel à l'empereur Louis le Pieux afin qu’il soit remplacé au sein de l’abbaye de Saint-Gall. En réponse, Wolfleoz aurait essayé de faire valoir ses droits à l'aide d'un faux document, mais n'a pas réussi. En 816, le couvent a élu Gozbert au rang d’abbé de Saint-Gall. Puis, en 818, Louis le Pieux proclame l’immunité du monastère de Saint-Gall et en fait une abbaye impériale.